# サンタ・トリニタの聖母
『サンタ・トリニタの聖母』（サンタ・トリニタのせいぼ、伊：Maestà di Santa Trinita）は、イタリアの中世末期の芸術家チマブーエによる板絵で、1290年から1300年ごろに描かれた。本来、フィレンツェのサンタ・トリニタ教会のために描かれ、同教会に1471年まで置かれていたが、現在はイタリアのフィレンツェのウフィツィ美術館に所蔵されている。絵画は、聖母マリアが幼子イエス・キリストと共に即位し、8人の天使とその下の4人の半身肖像の預言者に囲まれている場面を表している。

## 歴史
絵画の依頼者はわかっていないが、当時サンタ・トリニタ教会を宰領していたバロンブロシアン教団の団員か、他の場所に絵画を意図した他の修道士会の会員であった可能性がある。

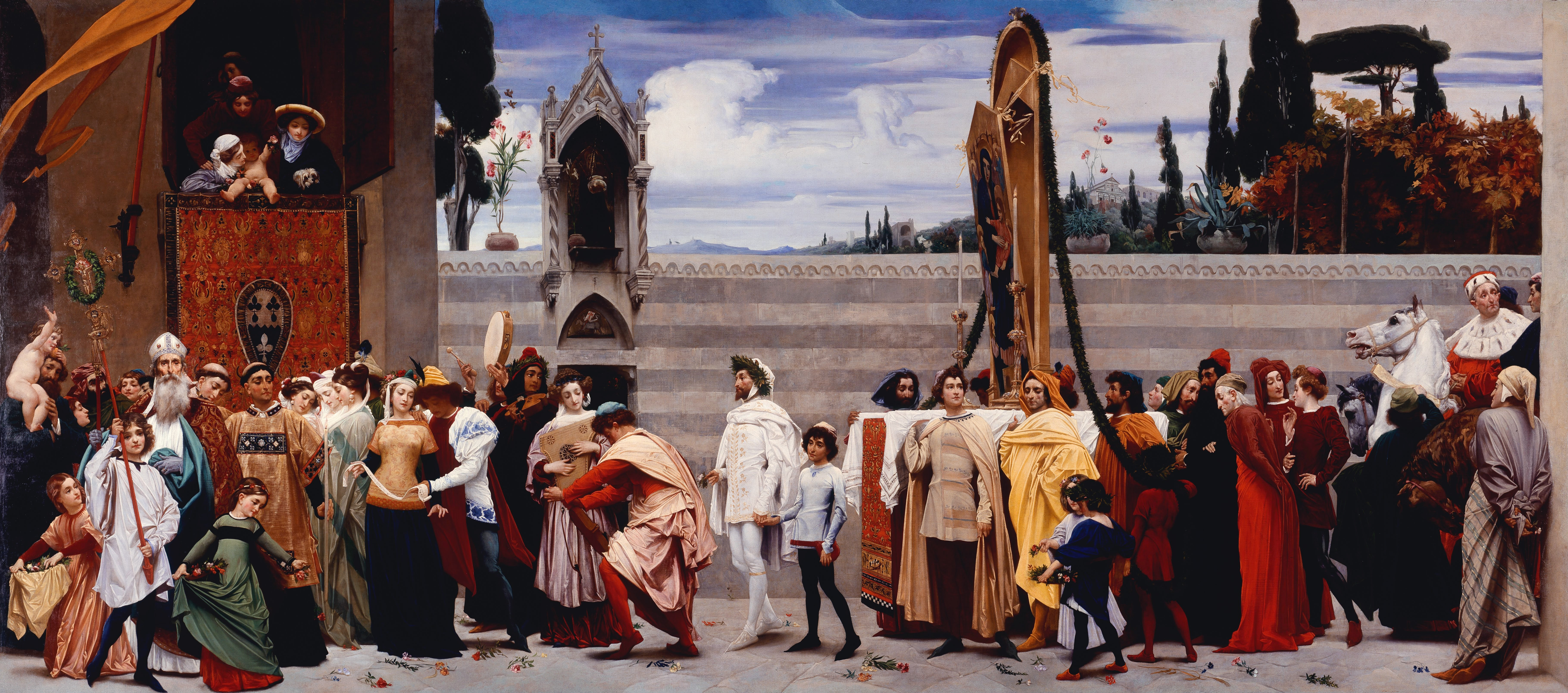
『行列で運ばれるチマブーエの著名な聖母』 (1853〜 1855年)、フレデリック・レイトン 、キャンバスに油彩、画家が24歳で、フィレンツェに住んでいたときに描かれた。

ヴァザーリの『画家・彫刻家・建築家列伝』の証言によると、本作は1471年までサンタ・トリニタ教会に残っていたが、アレッソ・バルドヴィネッティの『三位一体』に置き換えられた。この新しいルネサンス絵画に比べて、本作は称賛されていなかったため教会側面の礼拝堂に移された。やがて絵画は、教会付属修道院の診療所に追いやられた。 初期のイタリアの芸術の再評価により、絵画は1810年にフィレンツェのアカデミア美術館に移管され、1919年にウフィツィ美術館に移された。
いつのことだかわかってはいないが、絵画の最上部は取り除かれ、長方形に切断されただけでなく、さらに天使の描かれた二つの箇所が付けたされた。作品は、1890年にオレステ・カンビによって一回目に修復されたときに、本来の最上部が尖った形体に戻された。カンビは二つの追けたされた箇所を取り除き、作品に今も健在である様式上の適切な中心を作り上げた。 二回目の修復は1947年から1948年にマルクッチによってなされ、三回目の修復は1993年にアルフィオ・デル・セッラによって終えられた。
ヴァザーリの著作や、『アントニオ・ビッリ文書』（Libro di Antonio Billi）と呼ばれるルネッサンス画家の伝記では本作をチマブーエに帰属させ、18世紀のグリエルモ・デッラ・ヴァッレと19世紀のラングトン・ダグラスを除いて、ほとんどの現代の研究者によっても、チマブーエの作であると結論つけられている。しかし、批評家は作品の年代については同意しているわけではない。アッシジの聖フランチェスコ大聖堂のフレスコ画の前に描かれたのか、後に描かれたのかは定かではない。現代の批評家は、1290年から1300年の間、アッシジのフレスコ画の後に制作年代を設定する傾向がある。

## 概要

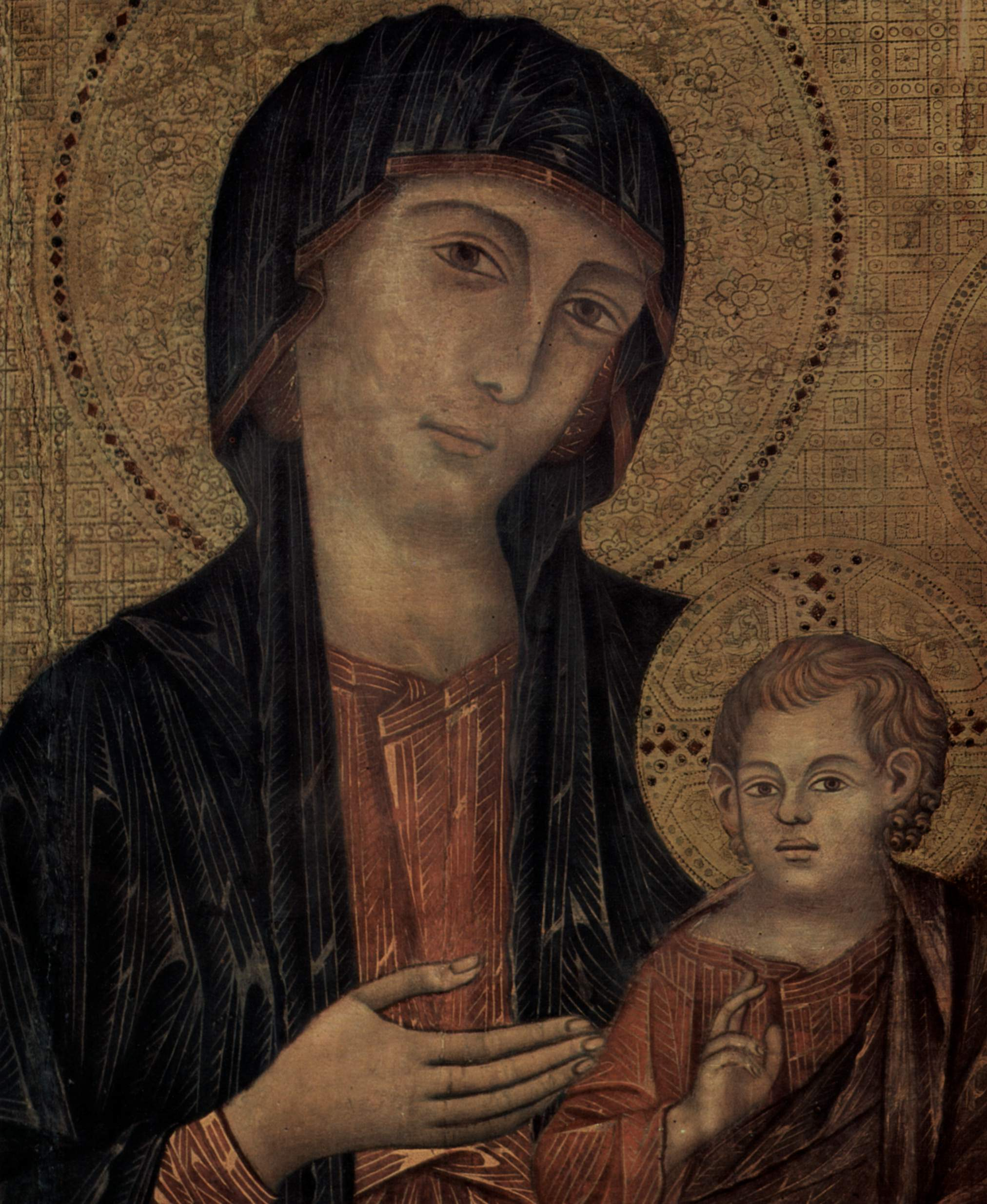
『サンタ・トリニタの聖母』、部分

絵画は、ホデゲトリア（ギリシャ語で「道を指す」を意味する）の原型によく似たビザンチン美術的なイコン (偶像）の表現である。聖母が手を向けて、幼子イエスを指し示しているからである。この様式では、聖母はキリスト教会と幼子イエスの人生、真実、そして正しい道を象徴している。聖母は4分の3正面向きで描かれているが、イエスはまっすぐ正面を向いている。
玉座は革新的に正面から描かれ、中央に大きな開いた空間を有して、当時としては珍しい、遠近法による立体感を持っている（以前のチマブーエのルーヴル美術館にある『荘厳の聖母』は、より角張った玉座が描かれていた。 ）玉座は細かに装飾され、美化された建築的形体として、新しい力の感覚を帯びている。成熟したチマブーエによって使用されたこの中心を持つ遠近法的視点は、ジョット、ドゥッチョ、および14世紀の他の芸術家によって再び取り上げらることとなった。
構図は鮮烈で、玉座はその基部に広い開口部を備えた舞台を作成し、4人の預言者が半胸像で描かれている。預言者たちは、聖母とイエスの受肉に言及している旧約聖書からの聖句を含む自身の銘文によって特定化できる。聖句は彼らの預言を証明し、彼らの血統からのイエスが誕生したことを思い起こさせる。一人目は「 Creavit Dominus Novum super terram foemina circundavit viro 」の聖句を持つエレミヤで、中央にいるアブラハム（「In semine tuo benedicentur omnes gentes 」）とダヴィデ（「 De fructu ventris tuo ponam super sedem tuam 」）が続く。そして最後の一人が右側のイザヤ（「Eccevirgo concipet etpariet 」）である。預言者の背後の金地は、絵画を平面的にするのではなく、開いた空間を演出しているかに見える。これにより、預言者たちは壁を背にしているのではなく、窓か洞窟から凝視しているように見えるのである。

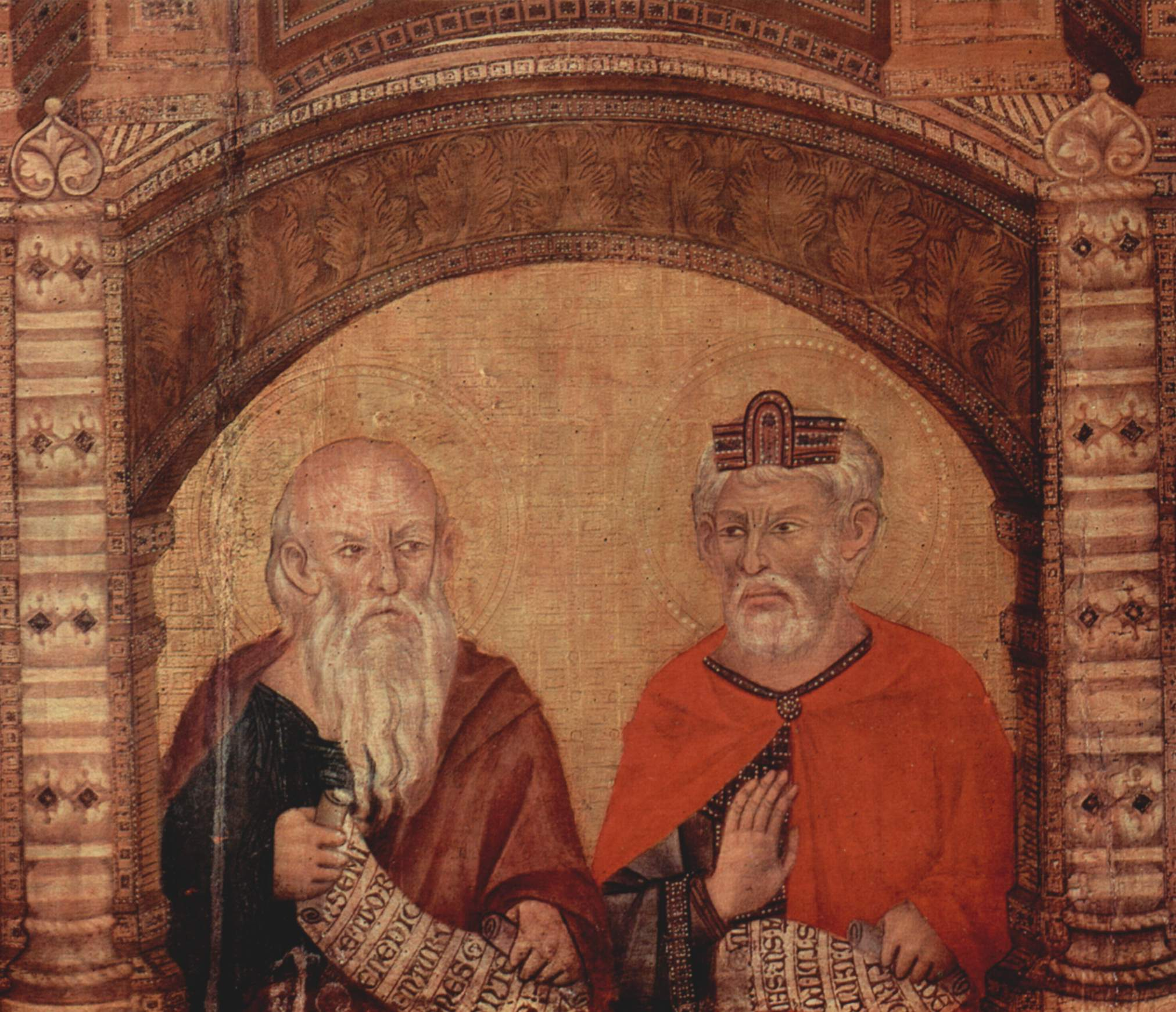
玉座下のアブラハムとダヴィデ（部分）

玉座の下の中央にいるアブラハムとダヴィデは、落ち着いていて、厳預言者血統の末裔であることを思い起こさせる。三位一体に捧げられた教会によく適合したこの作品は、聖霊に満たされた聖母の性質に焦点を当てている。下にいるエレミヤとイザヤは玉座の両側で、奇跡的な処女懐胎に関する自分たちの文書に書かれた預言を確認するかのように幼子イエスを見つめている。二人の預言者は、その視線で頂点が聖母の玉座である三角形を形成している。
4人の預言者の配置には正確な教義上の意味合いがある。中央にいる預言者エレミヤとイザヤは、受肉の神秘を探求する人間の合理的な能力を象徴している。一方、側の預言者アブラハムとダヴィデは思索により自らの疑念を解消し、神秘的な恍惚状態にある。
天使の頭部は交互に内側または外側を向いており、完全に横顔による表現を避けている。横顔で表現することは、重要性において二次的、または否定的な人物のためだけに用いられていたが、チマブーエは天使を横顔で表現していないのである（ジョットもその原則に従っていない）。天使たちは、アッシジのサン・フランチェスコ聖堂にあるチマブーエの『荘厳の聖母』の天使によく似ている。天使たちの身体はしっかりしていて、繊細なスフマート（チマブーエの新しい技術の「ぼかし」）としてのキアロスクーロと流れるような服の線によって、身体は形作られている。ルネサンスの概念では、天使たちの服の赤と青の色は彼らの実体、すなわち「火と空気の融合」を表している。上部にいる天使たちは頭部を傾けて、三次元性の中に存在している。

## 様式

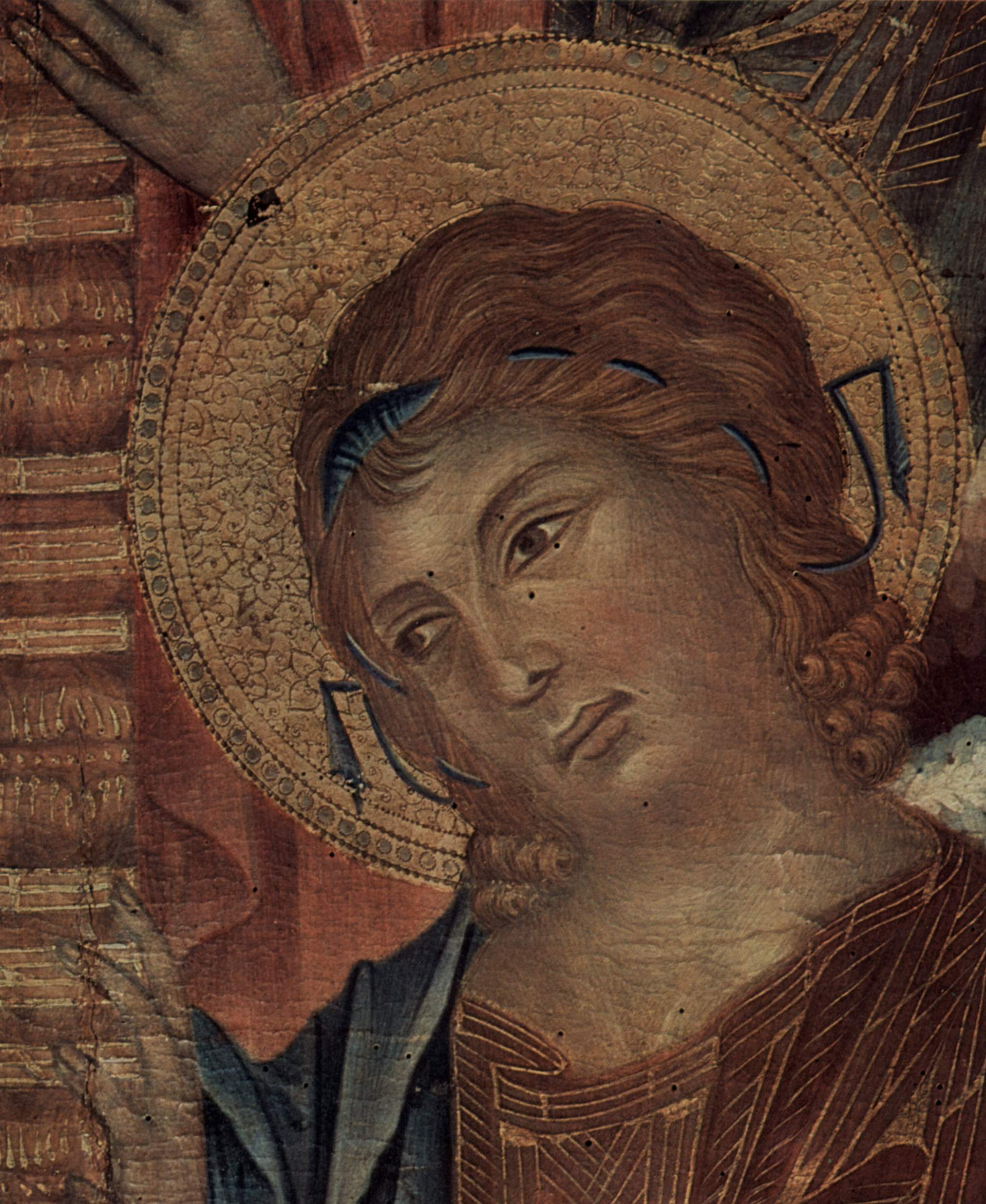
天使の一人、部分

この絵画は、チマブーエの成熟した様式を示している。画家は伸びやかで人間的な身体を表現しており、より厳格なビザンチン様式を超越しているのである。ヴァザーリによると、チマブーエは、このような様式でビザンチン様式を置き換えた最初の画家となった。チマブーエは徐々に自分自身をビザンチン的規範から解放したが、本作に見られる正面向きの玉座、聖母の静穏な顔、普通の顔の細部、そしてスフマートによるキアロスクーロによって、『サンタ・トリニタの聖母』はビザンチン的規範から遠く離れた位置にある。
画家の以前の『荘厳の聖母』と比較して、本作はより奥行きのある遠近法を使用している。玉座には、チマブーエの前作の二点の板絵と比較して、奥行き感を深める三段の垂直の板柱が描かれている。玉座の台座と階段も凹型のデザインで、正面がくり抜かれている。玉座は正面から見たもので、内側が両方とも見えており、単純な十字形ではない。天使の配置も異なっている。天使たちは単に玉座上ではなく、玉座の周りに配置されている。
人物たちはチマブーエの以前の作品よりも大きなものとなっており、よりリアルになっている。 ルーヴル美術館にある1280年ごろの『荘厳の聖母』のように、衣服の襞はもはや硬質なものではない。代わりに聖母の脚を覆って豊かに落下しているが、少なくとも聖母の頭部を覆う青いマントのようなアーチ型にはなっていない。ビザンチン的図像がその青いマントにいまだに登場しているが、装飾的な目的のためだけであり、十分な襞をさらに穏やかに表現するためである。象嵌の金色のハイライトは、聖母のマントとイエスの服に流れるような光のタッチを示している。そして、顔のキアロスクーロは、より効果的なコントラストをなしている。
滑らかなで、濃やかな筆致により、解剖学的な顔の特徴も向上している。たとえば、聖母の鼻の穴の位置に切り込みを入れており、それが鼻翼に伸びて、笑顔を強調している。これは、初期のチマブーエにはない細部表現である。
こうした向上があるにもかかわらず、ドゥッチョとジョットの様式の革新と技術に対して、本作は一定の抵抗のようなものも示している。この『荘厳の聖母』は、ドゥッチョによる1280年代の二点の作品、『ルチェッライの聖母』と『クレヴォーレの聖母』のような人物の洗練された表現を有していない。1290年以降のジョットの追随者の革新さえ、ほとんど見られない。たとえば、本作でチマブーエによって達成された明暗のコントラストは、単一の光源の原理に従っているわけではない。服の襞はまた、身体の上で適切な位置にあるようには見えない。人物の視線は曖昧なままである。色彩表現は、特に誕生したばかりで当時発展しつつあったシエナ派や、ジョット自身の色彩と比較した場合、微妙さに限界がある。そうした比較をすると、チマブーエは自身の以前の作品の特徴を再現しているようであり、それは画家を有名にしたものの、今では同時代の画家と比較して時代遅れに見せているのである。

## ギャラリー

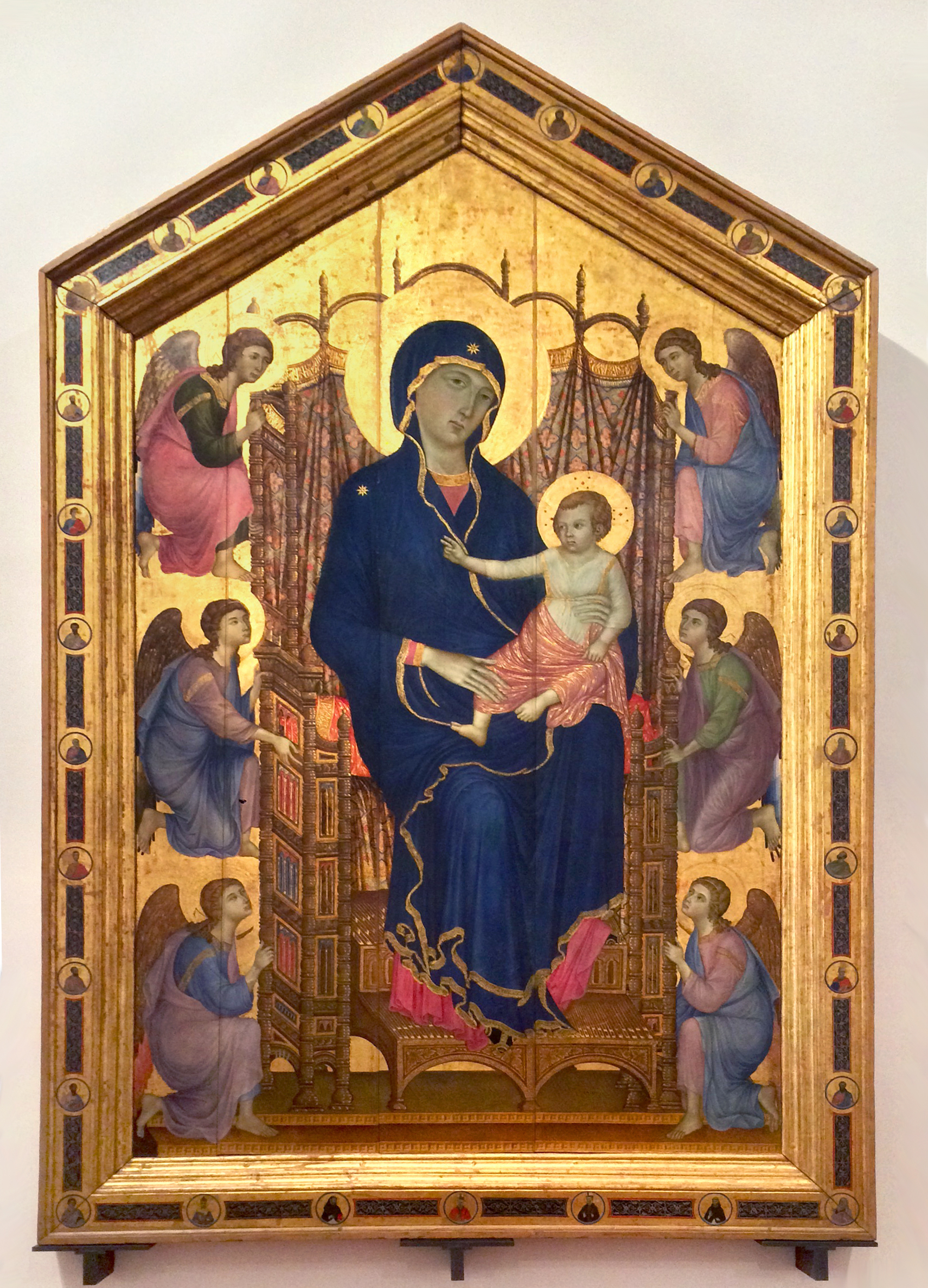
ドゥッチョ・ディ・ブオニンセーニャ『ルチェッライの聖母』(1285) ウフィツィ美術館
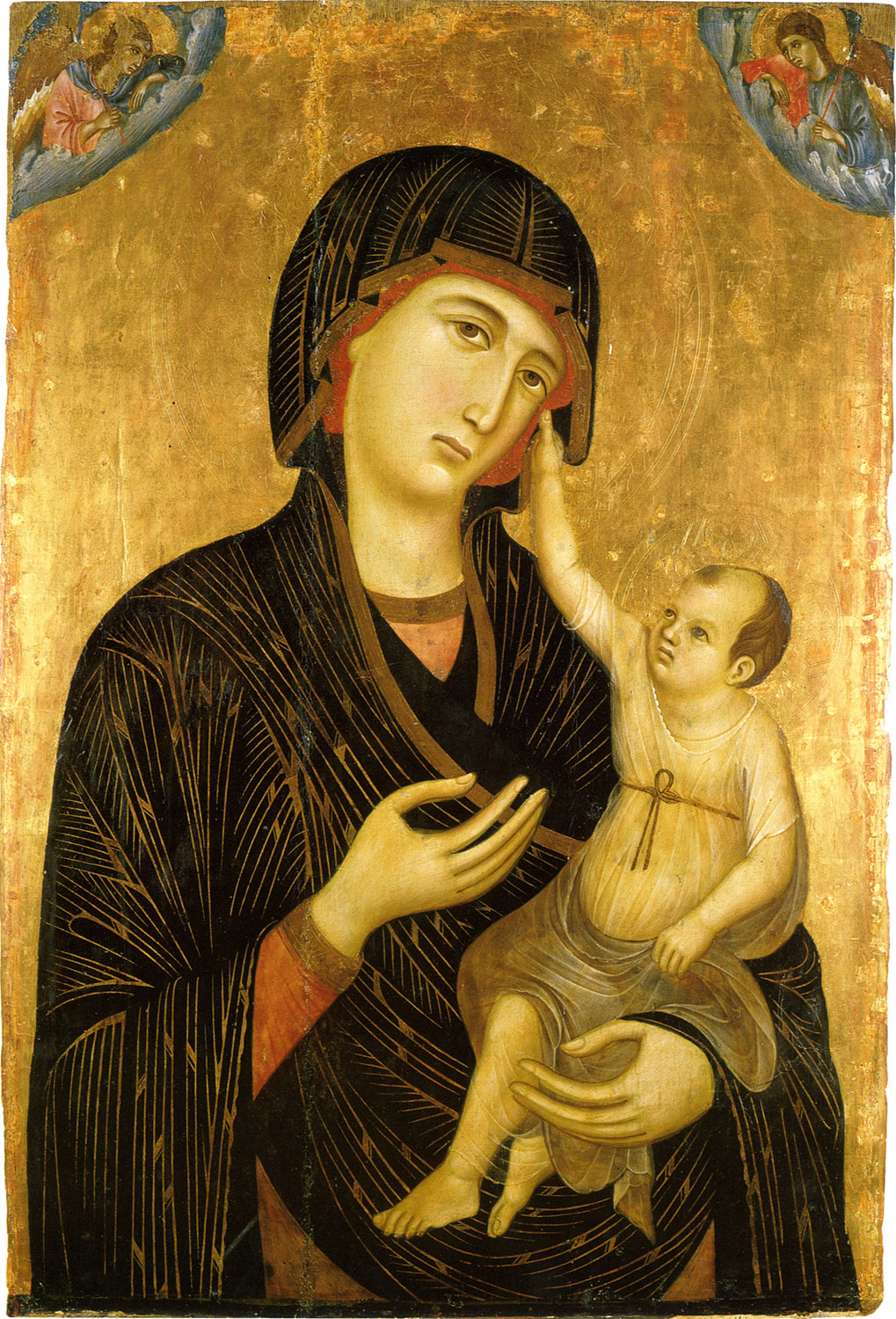
ドゥッチョ・ディ・ブオニンセーニャ『クレヴォーレの聖母』(1283-1284) メトロポリタン美術館
チマブーエ『荘厳の聖母』（1280年ごろ）ルーヴル美術館

## 制作年
特定の制作年月を証明する文書は存在しないが、最近の批評家は細部の様式に鑑みて、チマブーエの成熟期である1290年から1300年頃を制作年としている。

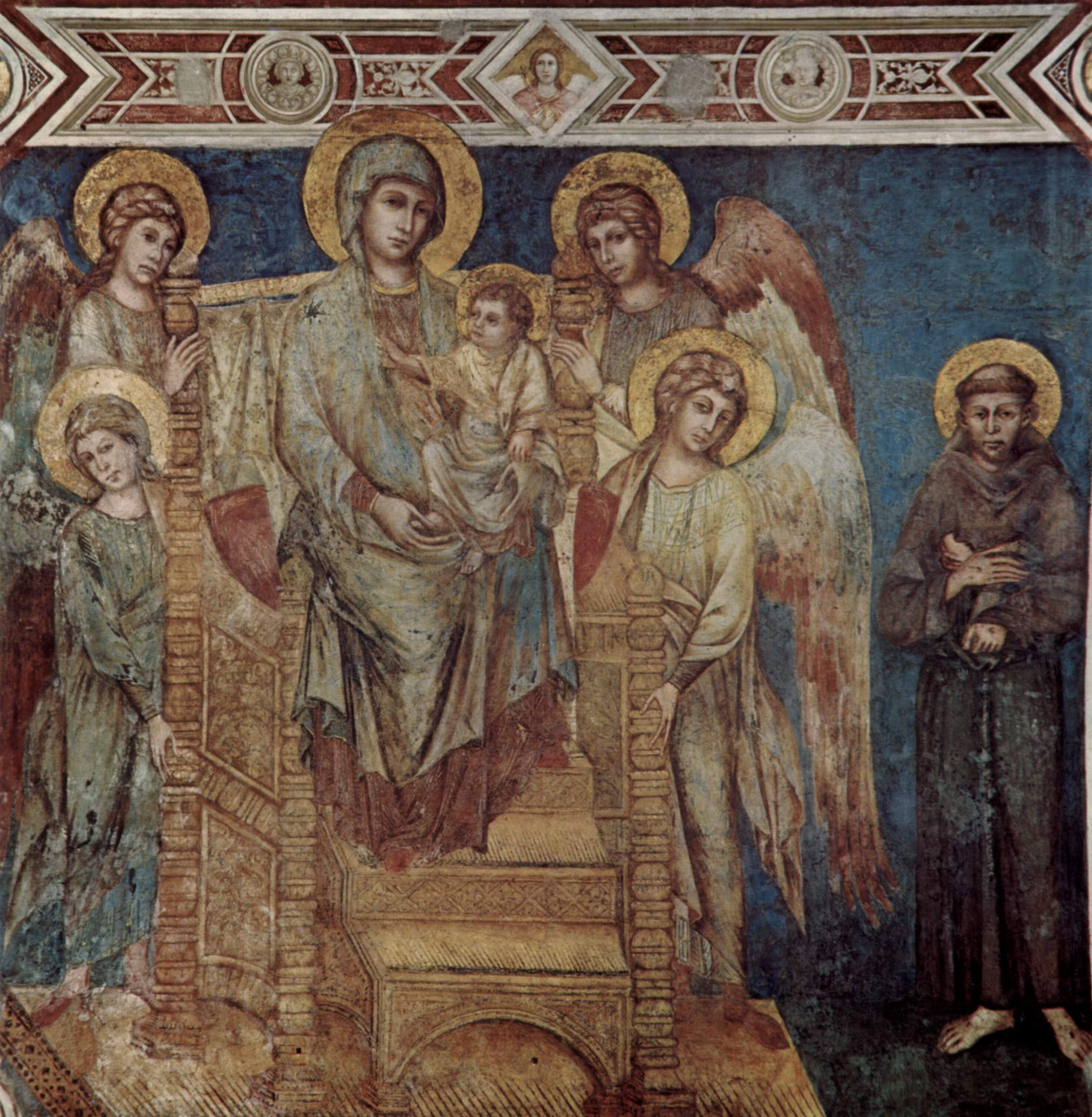
チマブーエの『荘厳の聖母』サン・フランチェスコ聖堂　(アッシジ)

玉座に腰かける聖母マリアは明らかに大きなサイズで、ルーヴル美術館にある1280年頃の『荘厳の聖母』よりも大きい。人物のサイズの変遷は、1288–1292年頃のアッシジのサン・フランチェスコ聖堂のフレスコ画に見られ、そこにはチマブーエの以前の作品には見られなかったサイズの人物像が登場する。このフレスコ画では、青いマントの襞はもはや身体を包んでいないが、聖母の膝の上などにゆるく垂れ下がっている。聖母の頭部上の布の襞は垂直に落ち、『荘厳の聖母』（ルーヴル美術館）、『二人の天使のいる聖母子』、または『サンタ・マリア・デイ・セルヴィの荘厳の聖母』のようなチマブーエの初期の聖母画のように頭部上の布は同心円的には描かれていない。『サンタ・トリニタの聖母』では、聖母のマントが胸の上に開き、1288年のアッシジの『荘厳の聖母』と同様に、他の『荘厳の聖母』とは異なる方法で、下にある赤い衣服が見えている。
鼻梁は左の輪郭がぼかされており、鼻孔は単純に濃い色で描いたようには見えず、鼻翼に入れられた一種の切り込みとなっている。それは以前の『荘厳の聖母』には欠けていた細部表現である。口には静穏な雰囲気があり、ほとんど笑顔で、ルーブル美術館の『荘厳の聖母』や『聖母子と二人の天使』に見られる、悲しく、深刻な雰囲気とは対照的である。本作と同様の雰囲気は、アッシジの『荘厳の聖母』と『サンタ・マリア・デイ・セルヴィの荘厳の聖母』にも見出される。
天使の羽の色でさえも示唆的である。下の風切羽の濃い色は、高い位置になるほどより濃くなる、羽毛の明るい、生き生きとした色に変化していく。この色彩の使用は、1280年頃のルーヴル美術館の『荘厳の聖母」から始まった発展の終着点のように見える。
本作を1288年のアッシジの『荘厳の聖母』の後に位置づけるのに役立つ、三つの様式的特徴がある。玉座は正面から描かれており、他のチマブーエの『荘厳の聖母』と違って斜めから表されているわけではない。玉座の斜め向きから正面向きへの移行は、アッシジのフレスコ画に見られる。サン・フランチェスコ聖堂の後陣にある『玉座のキリストと聖母』と最後のフレスコ画においてのみ、正面向きの図像がある。ドゥッチョとジョットの追随者でさえ、1290年代以降、このように玉座を描いた。正面から見た玉座の表現は、チマブーエが後期に達成したものであり、この『サンタ・トリニタの聖母』でのみ見出される。 ニ番目の特徴は、アッシジの作品を含む初期の『荘厳の聖母』のように、曲がっている代わりにまっすぐな鼻梁である。最後に、外側の縁に穿たれている暗い点で装飾されている光輪がある。これは、アッシジのフレスコ画の人物にも見られる1290年代の様式である。
1288年のアッシジの『荘厳の聖母』と、チマブーエがトスカーナに戻った1292年に完成したアッシジのフレスコ画の後に制作年を設定することは、この『サンタ・トリニタの聖母』にとって合理的であるように思われる。